# 郭文祥
郭文祥，字孟履，号莲峰，福州福清萬安鄉化南里人，明朝政治人物。
崇禎十三年（1640年），登進士，授山东胶州知州，守城有功。因母丧丁忧去职。手辑《福唐风雅》、《玉融人物志》及诸名胜纪。卒年七十七。
郭应响之子、郭遇卿之孫、郭萬程曾孫。